# Stanley-Cup-Playoffs 1949
Die Playoffs um den Stanley Cup des Jahres 1949 begannen am 22. März 1949 und endeten am 16. April 1949 mit dem 4:0-Sieg der Toronto Maple Leafs über die Detroit Red Wings. Die Maple Leafs wurden damit zur ersten Mannschaft der NHL-Historie, die drei Stanley Cups in Folge gewinnen konnte, während sie ihren insgesamt achten Titel errangen. Das Endspiel gegen Detroit markierte die Neuauflage des Vorjahres und endete mit dem gleichen Ergebnis, einem Sweep zu Torontos Gunsten. Die Red Wings stellten allerdings in Person von Gordie Howe den besten Scorer und treffsichersten Torschützen dieser Playoffs.

## Modus
Für die Playoffs qualifizierten sich die vier besten Teams der Liga. Im Halbfinale standen sich der Erste und der Dritte sowie der Zweite und der Vierte der Abschlusstabelle gegenüber. Die jeweiligen Sieger bestritten anschließend das Stanley-Cup-Finale.
Alle Serien wurden dabei im Best-of-Seven-Modus ausgetragen, das heißt, dass ein Team vier Siege zum Weiterkommen benötigte. Das höher gesetzte Team hatte dabei in den ersten beiden Spielen Heimrecht, die nächsten beiden das gegnerische Team. Sollte bis dahin kein Sieger aus der Runde hervorgegangen sein, wechselte das Heimrecht von Spiel zu Spiel. So hatte die höher gesetzte Mannschaft in den Spielen 1, 2, 5 und 7, also vier der maximal sieben Spiele, einen Heimvorteil.
Bei Spielen, die nach der regulären Spielzeit von 60 Minuten unentschieden blieben, folgte die Overtime. Sie endete durch das erste erzielte Tor (Sudden Death).

## Qualifizierte Teams
- (1) Detroit Red Wings
- (2) Boston Bruins
- (3) Canadiens de Montréal
- (4) Toronto Maple Leafs

## Playoff-Baum
|  | Halbfinale | Halbfinale            | Halbfinale |  |  | Stanley-Cup-Finale | Stanley-Cup-Finale  | Stanley-Cup-Finale |
|  |            |                       |            |  |  |                    |                     |                    |
|  |            |                       |            |  |  |                    |                     |                    |
|  | 1          | Detroit Red Wings     | 4          |  |  |                    |                     |                    |
|  | 3          | Canadiens de Montréal | 3          |  |  |                    |                     |                    |
|  |            |                       |            |  |  | 1                  | Detroit Red Wings   | 0                  |
|  |            |                       |            |  |  | 4                  | Toronto Maple Leafs | 4                  |
|  | 2          | Boston Bruins         | 1          |  |  |                    |                     |                    |
|  | 4          | Toronto Maple Leafs   | 4          |  |  |                    |                     |                    |
|  |            |                       |            |  |  |                    |                     |                    |

## Halbfinale

### (1) Detroit Red Wings – (3) Canadiens de Montréal
| 22. März 1949 | Detroit Red Wings Gordie Howe (24:13) Max McNab (104:52) | 2:1 n. V. (0:0, 1:0, 0:1, 0:0, 0:0, 1:0) Spielbericht Stand: 1:0 | Canadiens de Montréal Maurice Richard (52:29) | Detroit Olympia, Detroit, Michigan |

| 24. März 1949 | Detroit Red Wings Sid Abel (1:31) Ted Lindsay (40:50) Sid Abel (56:49) | 3:4 n. V. (1:1, 0:0, 2:2, 0:1) Spielbericht Stand: 1:1 | Canadiens de Montréal Gerry Plamondon (4:23) Billy Reay (44:46) Gerry Plamondon (46:01) Gerry Plamondon (62:59) | Detroit Olympia, Detroit, Michigan |

| 26. März 1949 | Canadiens de Montréal Ken Mosdell (10:41) Léo Gravelle (18:24) Murdo MacKay (50:02) | 3:2 (2:0, 0:0, 1:2) Spielbericht Stand: 2:1 | Detroit Red Wings Gordie Howe (48:07) Gordie Howe (55:03) | Forum de Montréal, Montréal, Québec |

| 29. März 1949 | Canadiens de Montréal Léo Gravelle (4:43) | 1:3 (1:1, 0:1, 0:1) Spielbericht Stand: 2:2 | Detroit Red Wings Red Kelly (8:34) Gordie Howe (38:38) Gordie Howe (53:19) | Forum de Montréal, Montréal, Québec |

| 31. März 1949 | Detroit Red Wings Sid Abel (45:10) Gerry Couture (56:28) Gordie Howe (57:00) | 3:1 (0:0, 0:1, 3:0) Spielbericht Stand: 3:2 | Canadiens de Montréal Howard Riopelle (21:11) | Detroit Olympia, Detroit, Michigan |

| 2. April 1949 | Canadiens de Montréal Gerry Plamondon (26:41) Maurice Richard (28:44) Gerry Plamondon (29:56) | 3:1 (0:0, 3:1, 0:0) Spielbericht Stand: 3:3 | Detroit Red Wings Gordie Howe (32:56) | Forum de Montréal, Montréal, Québec |

| 5. April 1949 | Detroit Red Wings Gordie Howe (3:17) Leo Reise (32:10) Gerry Couture (38:46) | 3:1 (1:0, 2:1, 0:0) Spielbericht Stand: 4:3 | Canadiens de Montréal Glen Harmon (26:33) | Detroit Olympia, Detroit, Michigan |

### (2) Boston Bruins – (4) Toronto Maple Leafs
| 22. März 1949 | Boston Bruins | 0:3 (0:1, 0:1, 0:1) Spielbericht Stand: 0:1 | Toronto Maple Leafs Harry Watson (5:15) Harry Watson (27:25) Max Bentley (47:50) | Boston Garden, Boston, Massachusetts |

| 24. März 1949 | Boston Bruins Woody Dumart (5:02) Paul Ronty (37:24) | 2:3 (1:1, 1:0, 0:2) Spielbericht Stand: 0:2 | Toronto Maple Leafs Ray Timgren (3:36) Harry Watson (50:57) Harry Watson (58:41) | Boston Garden, Boston, Massachusetts |

| 26. März 1949 | Toronto Maple Leafs Theodore Kennedy (8:46) Gus Mortson (34:15) Joe Klukay (39:57) Fleming Mackell (51:49) | 4:5 n. V. (1:2, 2:1, 1:1, 0:1) Spielbericht Stand: 2:1 | Boston Bruins Grant Warwick (9:56) Woody Dumart (17:16) Johnny Peirson (33:53) Ed Sandford (47:11) Woody Dumart (76:14) | Maple Leaf Gardens, Toronto, Ontario |

| 29. März 1949 | Toronto Maple Leafs Fleming Mackell (3:18) Sid Smith (30:30) Sid Smith (55:17) | 3:1 (1:1, 1:0, 1:0) Spielbericht Stand: 3:1 | Boston Bruins Johnny Peirson (11:16) | Maple Leaf Gardens, Toronto, Ontario |

| 30. März 1949 | Boston Bruins Grant Warwick (12:17) Johnny Peirson (59:03) | 2:3 (1:2, 0:1, 1:0) Spielbericht Stand: 1:4 | Toronto Maple Leafs Cal Gardner (6:27) Ray Timgren (14:58) Max Bentley (28:01) | Boston Garden, Boston, Massachusetts |

## Stanley-Cup-Finale

### (1) Detroit Red Wings – (4) Toronto Maple Leafs
| 8. April 1949 | Detroit Red Wings George Gee (4:15) Bill Quackenbush (53:56) | 2:3 n. V. (1:1, 0:1, 1:0, 0:1) Spielbericht Stand: 0:1 | Toronto Maple Leafs Max Bentley (13:15) Jimmy Thomson (36:02) Joe Klukay (77:31) | Detroit Olympia, Detroit, Michigan |

| 10. April 1949 | Detroit Red Wings Pete Horeck (45:50) | 1:3 (0:2, 0:1, 1:0) Spielbericht Stand: 0:2 | Toronto Maple Leafs Sid Smith (8:15) Sid Smith (9:56) Sid Smith (37:58) | Detroit Olympia, Detroit, Michigan |

| 13. April 1949 | Toronto Maple Leafs Bill Ezinicki (31:02) Theodore Kennedy (32:40) Gus Mortson (36:18) | 3:1 (0:1, 3:0, 0:0) Spielbericht Stand: 3:0 | Detroit Red Wings Jack Stewart (4:57) | Maple Leaf Gardens, Toronto, Ontario |

| 16. April 1949 | Toronto Maple Leafs Ray Timgren (30:10) Cal Gardner (39:45) Max Bentley (55:10) | 3:1 (0:1, 2:0, 1:0) Spielbericht Stand: 4:0 | Detroit Red Wings Ted Lindsay (2:59) | Maple Leaf Gardens, Toronto, Ontario |

### Stanley-Cup-Sieger
| Stanley-Cup-Sieger Toronto Maple Leafs | Torhüter: Turk Broda Verteidiger: Bill Barilko, Garth Boesch, Bill Juzda, Gus Mortson, Jimmy Thomson Angreifer: Max Bentley, Bob Dawes, Bill Ezinicki, Cal Gardner, Theodore Kennedy (C), Joe Klukay, Vic Lynn, Fleming Mackell, Howie Meeker, Don Metz, Sid Smith, Harry Taylor, Ray Timgren, Harry Watson Cheftrainer: Hap Day General Manager: Conn Smythe |

## Beste Scorer
Abkürzungen: GP = Spiele, G = Tore, A = Assists, Pts = Punkte, PIM = Strafminuten; Fett: Bestwert
| Spieler          | Team     | GP | G | A | Pts | PIM |
| ---------------- | -------- | -- | - | - | --- | --- |
| Gordie Howe      | Detroit  | 11 | 8 | 3 | 11  | 19  |
| Theodore Kennedy | Toronto  | 9  | 2 | 6 | 8   | 2   |
| Ted Lindsay      | Detroit  | 11 | 2 | 6 | 8   | 29  |
| Sid Smith        | Toronto  | 9  | 5 | 2 | 7   | 0   |
| Max Bentley      | Toronto  | 9  | 4 | 3 | 7   | 2   |
| Cal Gardner      | Toronto  | 9  | 2 | 5 | 7   | 0   |
| Gerry Plamondon  | Montréal | 7  | 5 | 1 | 6   | 0   |
| Harry Watson     | Toronto  | 9  | 4 | 2 | 6   | 2   |
| Ray Timgren      | Toronto  | 9  | 3 | 3 | 6   | 2   |
| Sid Abel         | Detroit  | 11 | 3 | 3 | 6   | 6   |

## Beste Torhüter
Die kombinierte Tabelle zeigt die drei besten Torhüter in der Kategorie Gegentorschnitt sowie den jeweils Führenden in Shutouts und Siegen.
Abkürzungen: GP = Spiele, Min = Eiszeit (in Minuten), W = Siege, L = Niederlagen, GA = Gegentore, SO = Shutouts, GAA = Gegentorschnitt; Fett: Bestwert; Sortiert nach Gegentorschnitt.
Erfasst werden nur Torhüter mit 120 absolvierten Spielminuten.
| Spieler      | Team     | GP | Min    | W | L | GA | SO | GAA  |
| ------------ | -------- | -- | ------ | - | - | -- | -- | ---- |
| Turk Broda   | Toronto  | 9  | 573:45 | 8 | 1 | 15 | 1  | 1,57 |
| Harry Lumley | Detroit  | 11 | 725:22 | 4 | 7 | 26 | 0  | 2,15 |
| Bill Durnan  | Montréal | 7  | 467:51 | 3 | 4 | 17 | 0  | 2,18 |